# Вудмен (Вісконсин)
Вудмен (англ. Woodman) — селище (англ. village) в США, в окрузі Грант штату Вісконсин. Населення — 118 осіб (2020).

## Географія
Вудмен розташований за координатами 43°5′33″ пн. ш. 90°47′49″ зх. д. / 43.09250° пн. ш. 90.79694° зх. д. (43.092484, -90.796998).  За даними Бюро перепису населення США в 2010 році селище мало площу 0,61 км², уся площа — суходіл.

## Демографія
Згідно з переписом 2010 року, у селищі мешкали 132 особи в 49 домогосподарствах у складі 33 родин. Густота населення становила 215 осіб/км².  Було 58 помешкань (95/км²).
Расовий склад населення:
| - 93,2 % — білих - 1,5 % — корінних американців - 1,5 % — чорних або афроамериканців |

До двох чи більше рас належало 3,8 %. Частка іспаномовних становила 3,0 % від усіх жителів.
За віковим діапазоном населення розподілялося таким чином: 28,0 % — особи молодші 18 років, 60,6 % — особи у віці 18—64 років, 11,4 % — особи у віці 65 років та старші. Медіана віку мешканця становила 34,7 року. На 100 осіб жіночої статі у селищі припадало 123,7 чоловіків;  на 100 жінок у віці від 18 років та старших — 111,1 чоловіків також старших 18 років.
Середній дохід на одне домашнє господарство  становив 43 231 долар США (медіана — 35 625), а середній дохід на одну сім'ю — 60 087 доларів (медіана — 57 083). Медіана доходів становила 36 250 доларів для чоловіків та 25 000 доларів для жінок. За межею бідності перебувало 5,8 % осіб, у тому числі 33,3 % дітей у віці до 18 років та 0,0 % осіб у віці 65 років та старших.
Цивільне працевлаштоване населення становило 41 особа. Основні галузі зайнятості: освіта, охорона здоров'я та соціальна допомога — 34,1 %, виробництво — 22,0 %, науковці, спеціалісти, менеджери — 12,2 %, фінанси, страхування та нерухомість — 9,8 %.